# Marco Figueiredo
Marco Antonio Pereira de Figueiredo (Rio de Janeiro, 3 de novembro de 1970) é um político brasileiro, filiado ao PDT.
Começou sua trajetória política muito jovem, sendo eleito vereador em Duque de Caxias com apenas 21 anos de idade, município onde exerceu dois mandatos. Logo após, foi eleito deputado estadual, cargo o qual disputou cinco eleições e exerceu o mesmo número de mandatos.
Já esteve a frente também da Secretaria Municipal de Habitação de Duque de Caxias e da Secretaria Estadual da Região Metropolitana e Baixada Fluminense.
Tentando reeleição em 2014, foi o primeiro suplente de deputado estadual no Rio de Janeiro para o mandato 2015–2019.
Reassumiu o mandato em 2017, após a eleição de Rogério Lisboa para a Prefeitura de Nova Iguaçu. Logo, tornou-se líder da bancada do PROS.
No dia 20 de fevereiro de 2017, foi um dos 41 deputados estaduais a votar a favor da privatização da CEDAE.
Em 17 de novembro de 2017 votou pela revogação da prisão dos deputados Jorge Picciani, Paulo Melo e Edson Albertassi, denunciados na Operação Cadeia Velha, acusados de integrar esquema criminoso que contava com a participação de agentes públicos dos poderes Executivo e do Legislativo, inclusive do Tribunal de Contas, e de grandes empresários da construção civil e do setor de transporte.